# プロスタグランジン-A1Δ-イソメラーゼ
プロスタグランジン-A1Δ-イソメラーゼ(Prostaglandin-A1 Delta-isomerase、EC 5.3.3.9)は、以下の化学反応を触媒する酵素である。
(13E)-(15S)-15-ヒドロキシ-9-オキソプロスタ-10,13-ジエン酸{\displaystyle \rightleftharpoons }(13E)-(15S)-15-ヒドロキシ-9-オキソプロスタ-11,13-ジエン酸
従って、この酵素の基質は(13E)-(15S)-15-ヒドロキシ-9-オキソプロスタ-10,13-ジエン酸のみ、生成物は(13E)-(15S)-15-ヒドロキシ-9-オキソプロスタ-11,13-ジエン酸のみである。
この酵素は異性化酵素、特にC=C結合を転移する分子内酸化還元酵素に分類される。系統名は、(13E)-(15S)-15-ヒドロキシ-9-オキソプロスタ-10,13-ジエン酸 Δ10-Δ11-イソメラーゼ((13E)-(15S)-15-hydroxy-9-oxoprosta-10,13-dienoate Delta10-Delta11-isomerase)である。